# Aplosonyx tianpingshanensis
Aplosonyx tianpingshanensis es un coleóptero de la familia Chrysomelidae. Fue descrita científicamente por primera vez en 1995 por Yang.